# (129099) Spoelhof
(129099) Spoelhof est un astéroïde de la ceinture principale.

## Description
(129099) Spoelhof est un astéroïde de la ceinture principale. Il fut découvert le 3 décembre 2004 à Calvin-Rehoboth par Lawrence A. Molnar. Il présente une orbite caractérisée par un demi-grand axe de 3,08 UA, une excentricité de 0,18 et une inclinaison de 7,5° par rapport à l'écliptique.

## Compléments